# Prímási Levéltár
Az esztergomi Prímási Levéltár Magyarország legnagyobb egyházi levéltára. Alapítása a 11. század elejére tehető, legkorábbi leltára a 15. század elejéről maradt fenn. Iratanyagát a prímási palotában, és a bazilikában őrzik. A Prímási Levéltár látja el az Esztergomi Főkáptalani Levéltár adminisztrációját is.

## Története
A középkorban a levéltár helye a Várhegyen volt, az iratok egy része elpusztult a középkori Szent Adalbert székesegyházat elpusztító tűzben. Az iratanyagot 1543 előtt Nagyszombatba menekítették a török elől. A 18. században a prímási levéltár Pozsonyba költözött, ezzel szemben a főkáptalani levéltár maradt Nagyszombatban. A levéltárakat többször is rendezték: 1608-ban Forgách Ferenc, 1699-ben Kollonich Lipót, 1726-ban Esterházy Imre, 1765-ben pedig Barkóczy Ferenc megbízásából. A Prímási Levéltár mai rendszerét Batthyány József prímás rendeletére alakították ki. Kidolgozója a prímás fiatal és tehetséges titkára, Fuchs Ferenc, a későbbi egri érsek volt. Az iratoknak általa kidolgozott, tematikus kategóriákba történő rendezése tovább fejlődve egészen 1941-ig használatban volt a prímási irodában. Rudnay Sándor hercegprímás 1820-ban az érseki székhelyet – közel 280 év elteltével – visszahelyezte Esztergomba. Megindult a különböző intézmények, így a levéltárak költöztetése is. Az iratokat ládákba helyezve Pozsonyból hajón vitték Esztergomba, ahol valószínűleg az ideiglenes prímási palotában nyertek elhelyezést. A kor színvonalán álló, napjainkban is elfogadható raktárt alakíttatott ki a nagy mecénás, Simor János bíboros, hercegprímás az 1882-ben átadott prímási palotában. A Prímási Levéltár egy része ma is itt található. A hiteleshelyi levéltárat 1951-ben államosították, és az egyházmegye csak 1998-ban kapta vissza. 1951-ig a Prímási Levéltár őrizte az esztergomi káptalan birtokába került garamszentbenedeki apátság hiteleshelyi levéltárát is, amelyet az államosítás után, 1968-ban a magyar állam átadott Szlovákiának. 
Részletes történetét lásd a itt!
Az itt őrzött anyag jelentősége a magyar történeti kutatások szempontjából messze felülmúlja az intézmény iratfolyóméter alapján esetlegesen megítélhető fontosságát. Jelentőségét fokozza az Esztergomi főegyházmegye területi nagysága is. Ugyanis 1778-ig – a viszonylag kis terjedelmű nyitrai egyházmegye kivételével – az a hatalmas terület tartozott hozzá, amely a Dunától északra és a Morvától keletre egészen a Szepességig és Gömörig terjedt. Területe összesen 15 vármegyét (Esztergom, Komárom, Bars, Hont, Pozsony, Szepes, Torna, Gömör, Nógrád, Trencsény, Zólyom, Turóc, Árva, Liptó és Nyitra egy része) ezen belül 2500 települést foglalt magába. Esztergomhoz tartozott továbbá számos exempt (a területileg illetékes püspök joghatósága alól kivett) helység és kolostor is. Ebből a területből szakították ki az 1776-ban felállított besztercebányai, rozsnyói és szepesi püspökséget. Egyidejűleg megszüntették az exemptiók túlnyomó részét is, de még így is Európa egyik legnagyobb egyházmegyéje maradt egészen 1919-ig, amikor területének túlnyomó része az új országhatáron kívül maradt.

## A levéltárban található
A kormányzat-, politika- és művészettörténeten túl nem csekély a levéltár jelentősége a gazdaságtörténet és helytörténet vonatkozásában sem. A legértékesebb állományrész a középkori gyűjtemény, amely a Főkáptalan anyagával együtt a Magyar Országos Levéltár után hazánk második legnagyobb és legjelentősebb Mohács előtti állományával rendelkezik, közöttük oly jelentős oklevelekkel, mint II. András Aranybullája, vagy az 1233. évi beregi egyezmény. Itt tárolják a prímási pincészet bortári számadásait és a királykoronázások aktáit.

## Ajánlott irodalom
- 1871 Az esztergomi káptalan fekvő és egyéb birtokaira vonatkozó okmányok tára. (Pest, 1871)
- 1874 Monumenta Ecclesiae Strigoniensis I: 979–1273, s. a. rend. Knauz Nándor. Strigonii
- 1882 Monumenta Ecclesiae Strigoniensis II: 1273–1321, s. a. rend. Knauz Nándor. Strigonii
- 1924 Monumenta Ecclesiae Strigoniensis III: 1321–1349, s. a. rend. Dedek Crescens Lajos. Strigonii
- 1999 Monumenta Ecclesiae Strigoniensis IV: 1350–1358, s. a. rend. Dreska Gábor, Érszegi Géza, Hegedűs András, Neumann Tibor, Szovák Kornél, Tringli István. Strigonii–Budapestini
- 2000 Borovi József: Az esztergomi érseki egyházmegye felosztása: A besztercebányai-rozsnyói-szepesi püspökségek alapítása 1776-ban. Budapest. (METEM könyvek, 25)
- 1932 Meszlényi Antal: Az esztergomi főegyházmegye a reformkor elején, in: Katolikus Szemle 46/I, 3-20, 109-119.
- 2003 Zakar Péter: „Hazám sorsa az én sorsom”: Az Esztergomi Érsekség 1848/49-ben, Szeged
- 1982 Az Esztergomi Főegyházmegye névtára és évkönyve 1982 / Schematismus statusque Archidioecesis Strigoniensis anno Domini MCMLXXXII. Esztergom.
- 1758 Schmitth Nicolaus SJ: Archi-episcopi Strigonienses compendio dati I-II. Tyrnaviae
- 1970 Meszlényi Antal: A magyar hercegprímások arcképsorozata (1707–1945). Budapest
- 2003 Beke Margit (szerk.): Esztergomi érsekek 1001–2003. Budapest
- 1900 Kollányi Ferenc: Esztergomi kanonokok 1100-1900. Esztergom
- 1989 Beke Margit: Esztergomi kanonokok, 1900-1985. München (Dissertationes Hungaricae ex historia ecclesiae 10)
- 1899 Necrologium sacerdotum archi-dioecesis Strigoniensis ab anno 1737–1889. Strigonii
- 1894 Némethy Ludovicus: Series parochiarum et parochorum Archi-dioecesis Strigoniensis ab antiquissimus temporibus usque annum MDCCCXCIV. Strigonii
- 1893 Zelliger Alajos: Egyházi írók csarnoka: Esztergom főegyházmegyei papság irodalmi munkássága: Bio-bibliographiai gyűjtemény. Nagyszombat